# Râul Șirod
Râul Șirod este un curs de apă, afluent al râului Gurghiu. 